# 呂赫若
呂赫若（りょ かくじゃく、1914年8月25日 - 1951年）は台湾の小説家、台湾共産党活動家。本名は呂石堆（りょ せきたい）。当時朝鮮を代表した作家張赫宙に傾倒し呂赫若のペンネームで執筆活動を行っていた。
呂赫若は地主の家庭に生まれ、西洋近代教育を受けその思想の影響を受けた。1931年に台中師範学校を卒業後新竹県の峨嵋公学校の教師となり、教壇に立つ傍ら文筆活動を行い1935年に日本語小説である『牛車』を発表し文壇の耳目を集めた。
1939年、呂赫若は日本に留学し声楽を研究、1942年に台湾に帰国すると張文環の『台湾文学』の編集に参画、その後『興南新聞』の記者となった。呂赫若は文学のみならず演劇や音楽方面の造詣も深く、台湾を代表する文化人となった。
戦後は三民主義青年団に参加、台中分団の準備局の責任者を務め、間もなく『人民導報』の記者となり台湾の政治経済の暗部に対する積極的な取材を行っていた。
1947年に発生した二二八事件以降、呂赫若は社会主義に傾倒し中国共産党に入党した。中国共産党地下組織の機関紙である『光明報』の編集以外に、大安印刷廠の運営に携わり社会主義の宣伝物の印刷に務めた。1949年、呂赫若は北一女中の音楽教師に就任したが、8月に中国共産党地下組織に対する当局の逮捕が行われるに至り呂赫若は逃亡、台北県石碇郷鹿窟を拠点に中国共産党武装闘争拠点にゲリラ活動に従事した。1951年、鹿窟の拠点で毒蛇に咬まれたことが原因で死去、現地で埋葬された。
呂赫若は反封建主義と伝統的な家庭の問題を主題とした作品が特徴であるが、女性を題材とした『暴風雨的故事』、『婚約奇談』、『女人心』などの作品では時代を反映させ、女性と植民地における民衆の悲劇を描写した作品も存在している。

## 主要作品
- 『呂赫若集』（前衛出版）
- 『呂赫若小説全集』（聯合文学）